# Gmina Veliki Bukovec
Gmina Veliki Bukovec (chorw. Općina Veliki Bukovec) – gmina w Chorwacji, w żupanii varażdińskiej. W 2011 roku liczyła  1438 mieszkańców.